# Lavr Kornilov
Pour les articles homonymes, voir Kornilov.
 (septembre 2014).
Si vous disposez d'ouvrages ou d'articles de référence ou si vous connaissez des sites web de qualité traitant du thème abordé ici, merci de compléter l'article en donnant les références utiles à sa vérifiabilité et en les liant à la section « Notes et références ».
Lavr Gueorguievitch Kornilov (en russe : Лавр Георгиевич Корнилов), né le 18 août 1870 (30 août dans le calendrier grégorien) à Oust-Kamenogorsk (Kazakhstan) et mort le 13 avril 1918 à Ekaterinodar (Russie), est un général russe ayant commandé l’Armée des Volontaires durant la guerre civile. Il est connu pour avoir tenté un coup d’État militaire contre le gouvernement de Kerensky en 1917.

## Origines
Kornilov est un cosaque originaire du Kazakhstan ; son père étant officier de carrière dans l’armée impériale russe, il poursuit donc ses études au corps des cadets d'Omsk. Entre 1890 et 1904, il mène plusieurs missions d’exploration au Turkestan oriental, en Afghanistan et en Perse. Il apprend alors plusieurs langues d’Asie centrale.

## Guerre russo-japonaise
En juin 1904, le lieutenant-colonel Kornilov est nommé à l’état-major général de Saint-Pétersbourg mais obtient rapidement sa mutation dans l’armée d’active. De septembre 1904 à décembre 1905 il sert en tant qu’officier (par la suite chef) d’état-major de la 1re brigade de fusiliers. Son baptême du feu a lieu lors de la bataille de Sandepu. En février 1905 il couvre avec sa brigade la retraite des troupes russes de Moukden.
Encerclé par les Japonais dans le village de Vazye, Kornilov parvint par une attaque à la baïonnette à percer les lignes ennemies et à rejoindre en ordre, avec blessés et étendards, l’armée russe.
Il reçoit pour ses actions l’ordre de Saint-Georges, une arme de Saint-Georges, ainsi que le grade de colonel. Il sert ensuite en Chine de 1907 à 1911.

## Première Guerre mondiale

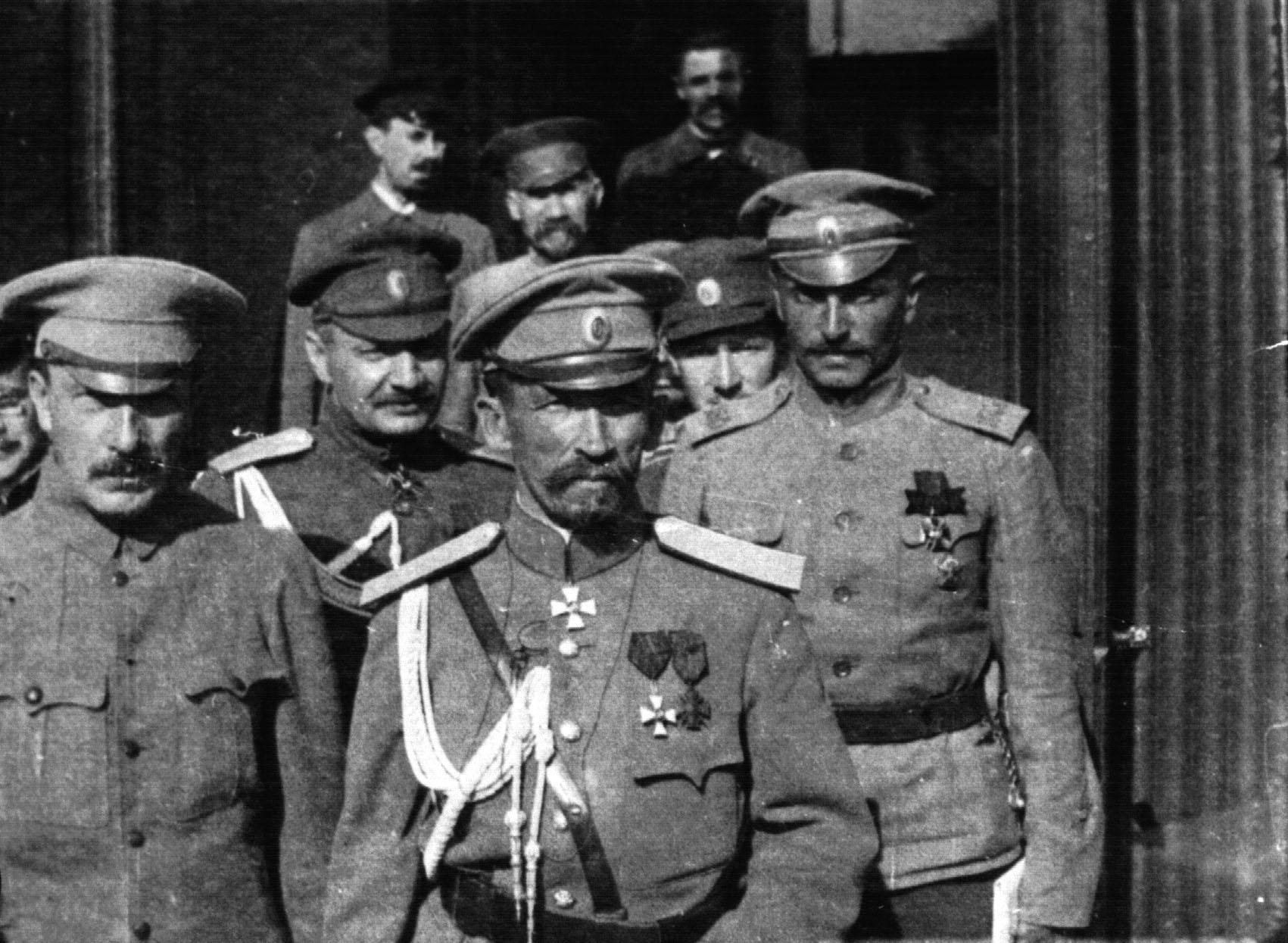
Le général Kornilov et son état-major.

Au commencement de la Première Guerre mondiale, il est général-major dans la 8e armée en Galicie sous les ordres d'Alexeï Broussilov.
Dans ses mémoires, Broussilov le décrit comme fougueux et indiscipliné, notamment en novembre 1914, où une action intempestive de Kornilov conduit à la perte de 2 000 prisonniers et d'un matériel important face à une division de honveds austro-hongroise, soit le démantèlement d'une grosse partie de sa division. Il n'évite des sanctions importantes que sur intervention de son chef direct, le général Tsourikov, qui plaide sa cause auprès de Broussilov.
Rattaché à la IIIe armée, sa division est encerclée par les Austro-hongrois qui le font prisonnier en avril 1915. S'évadant en juillet 1916, il est promu général d’infanterie, rejoint la 8e armée et participe à l'offensive Broussilov.
Il commande la zone militaire de Petrograd en mars 1917. Le 19 mai, il autorise la création d’un régiment de volontaires, nommé par la suite le régiment d'assaut de Kornilov. Ce dernier s’illustre d’abord face aux Austro-hongrois, plus tard au côté des armées blanches lors de la guerre civile russe.
En juillet 1917, après l'échec de l'offensive Kerenski, le gouvernement provisoire désigne Kornilov pour commander le front du Sud-Ouest puis pour succéder à Broussilov comme général en chef de l'armée russe. Kornilov tente de restaurer la discipline dans l'armée. Cependant, il ne peut empêcher les Austro-Allemands de reprendre la Galicie orientale lors de l'offensive de Tarnopol (de) (19-25 juillet 1917).

### L’intervention de Kornilov
Le général Kornilov décide alors d’intervenir dans la situation plus que chaotique de la Russie, persuadé que la défaite militaire et la révolution de Février entraînent la Russie dans le chaos. Le chef du gouvernement provisoire Kerensky, qui cherche de l’aide, semble le soutenir. Lorsqu’il se rend compte qu’il ne maîtrise plus la situation, il change de stratégie et s’adresse aussi aux gardes rouges. Kornilov, croyant à tort que le gouvernement provisoire est aux mains des bolcheviks, ordonne le 27 août au 3e corps de cavalerie (en) du général Alexandre Krymov de marcher sur Petrograd pour y rétablir l'ordre en cas de coup de force bolchevik. Les actions de Kerenski et du Soviet de Petrograd rallient les soldats envoyés à la cause bolchevique. L’intervention, présentée comme un coup d’État, ayant échoué, le général Kornilov est démis de ses fonctions puis arrêté, tandis que le général Krymov se suicide.
Avec ses partisans (au nombre desquels Anton Dénikine, Sergueï Markov et Ivan Romanovski), il est retenu à Bykhov, sous la protection de sa garde personnelle de guerriers turkmènes. Après la révolution d'Octobre, les prisonniers décident de fuir en direction du Don.

## Commandant de l’armée des volontaires
Ayant réussi grâce à de faux papiers à échapper à la vigilance des bolcheviks, le général Kornilov parvient à rejoindre le général russe Mikhail Alekseïev à Novotcherkassk. Ensemble, ils forment fin 1917 l’armée des volontaires, Kornilov prenant les responsabilités militaires, Alekseïev s’occupant des affaires civiles. Il donne notamment l'ordre à ses troupes de ne pas faire de prisonniers.
En février 1918, l’armée, composée de quelques milliers d’anciens officiers de l’armée impériale, est forcée par l’Armée rouge à se retirer de Novotcherkassk et Rostov-sur-le-Don et entame alors sa première campagne du Kouban visant à rallier Ekaterinodar. La ville étant entretemps tombée aux mains des bolcheviks, les volontaires et leurs alliés cosaques tentent de la prendre d’assaut. Lors de l’attaque de la ville, le général Kornilov est tué par un éclat d’obus dans son quartier général de campagne le 13 avril 1918.

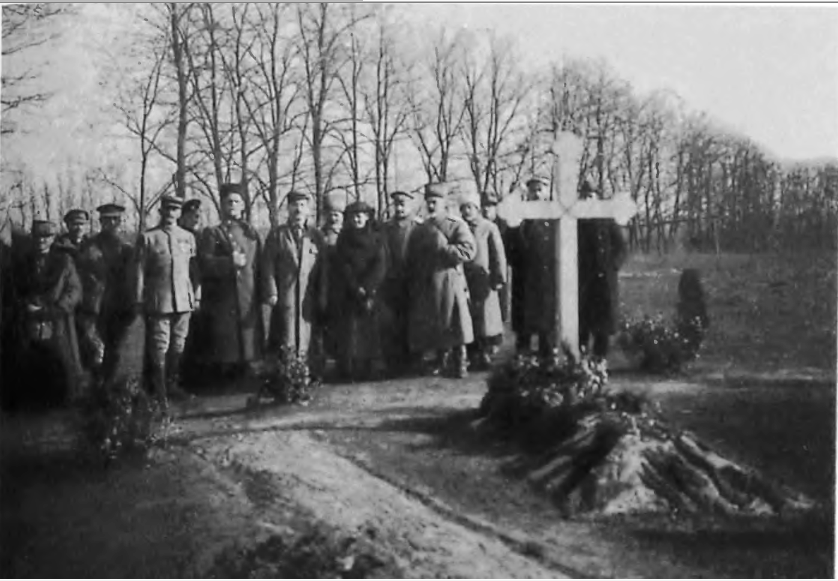
Représentants de l’armée des volontaires autour de la tombe symbolique du général Kornilov, 1919

La dépouille du général fut enterrée en secret au côté de celle de Mitrofan Nejentsev, tombé la veille, dans un village proche, à 40 verstes de la capitale du Kouban. Quand les bolcheviks prirent contrôle de la zone quelques jours plus tard, ils exhumèrent le corps et le profanèrent avant de le brûler dans une décharge d’Ekaterinodar.[réf. nécessaire]